# Yrkeshögskolan i Borås
Yrkeshögskolan i Borås (tidigare benämnd Borås Yrkeshögskola) är en yrkeshögskola på eftergymnasial nivå i Borås med Vuxenutbildningen, Borås Stad, som huvudman.  
Idag bedrivs YH-utbildningarna Garment Technical Designer 3D, Digital analytiker, Digital AD/Copy, Digital Business Developer, Frontendutvecklare React, Systemutvecklare .NET, Logistikdesigner, Produktionstekniker Smart Industri, Medicinsk vårdadministratör (tidigare Medicinsk sekreterare) och Stödpedagog. Dessutom finns YH-kurser för yrkesverksamma som Kravställande IT-projektledning, 3D Clo, m.fl. 
Skolans utbildningar äger rum i egna lokaler i centrala Borås samt på Textile Fashion Center (Simonsland). Nuvarande rektor är Rose-Marie Dagman.

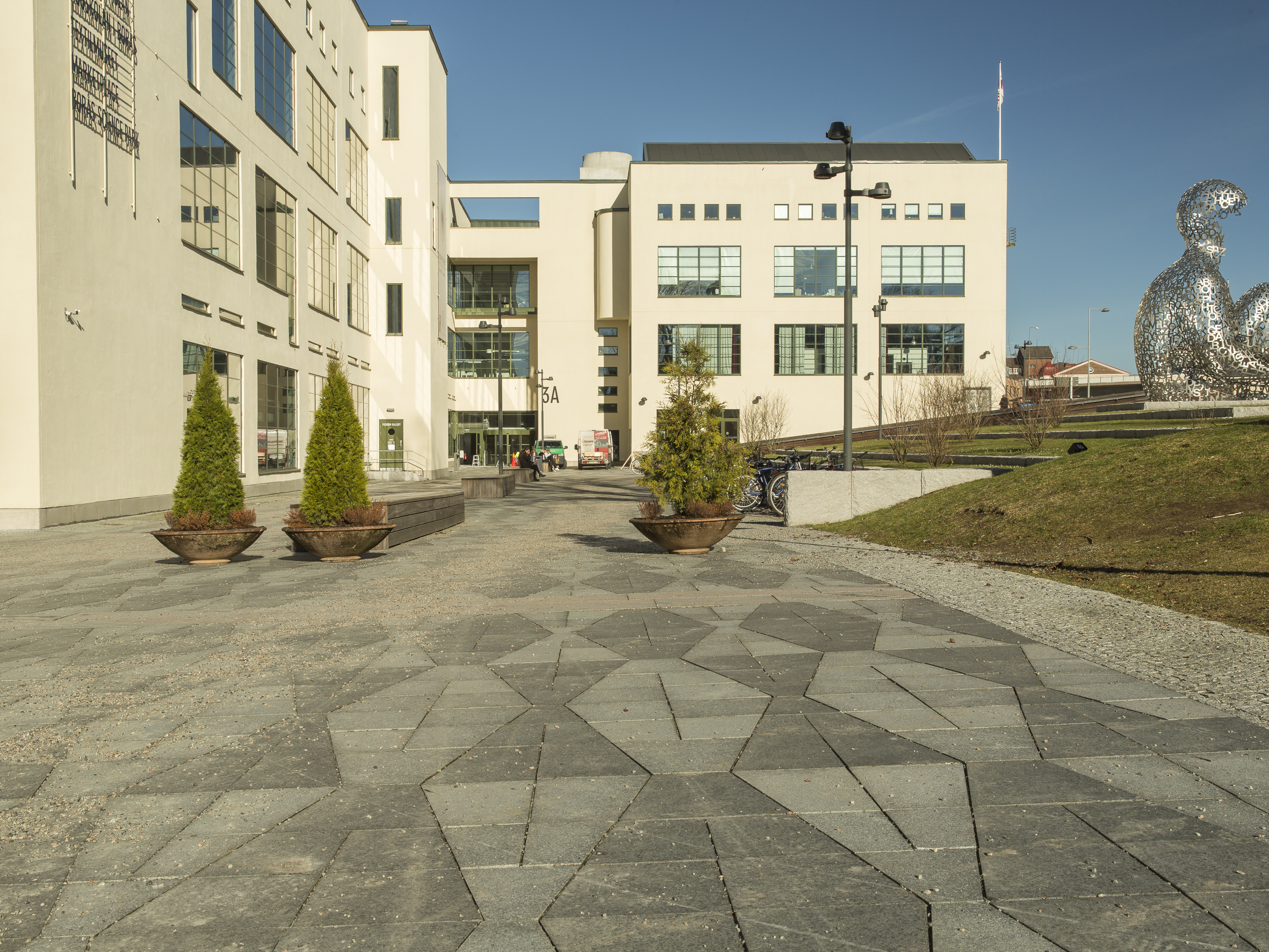
Textile Fashion Center i Borås.

## Historia
Skolan har växt fram ur Vuxenutbildningens ordinarie verksamhet för att komplettera Boråsregionens behov av yrkesutbildad personal inom utvalda områden.
Verksamheten grundades 2001 med utbildningen Logistiker, som drevs ihop med Högskolan i Borås. 2002 startade utbildningen Produktionsteknik inom beklädnadsbranschen. Denna utbildning har senare bytt namn till först Konfektionstekniker och numera Garment Technical Designer 3D. 2009 hamnade Vuxenutbildningens två påbyggnadsutbildningar Tandsköterska och Elinstallatör allmän behörighet, under yrkeshögskolans ansvar istället för Skolverkets. 
Därefter har skolan kompletteras med utbildningar inom IT, e-handel, logistik, digital kommunikation, produktionsteknik, stödpedagogik och medicinsk vårdadministratör.